# New York Yankees
New York Yankees er et amerikansk baseballhold fra New York City. Holdet spiller i East Division i American League. Deres stadion hedder slet og ret Yankee Stadium.
Med 27 World Series-sejre og 40 divisions titler er Yankees uden sammenligning det mest succesfulde hold i baseballs historie (såvel som i nordamerikansk sportshistorie), og ad flere omgange har de eksemplificeret betydningen af udtrykket "dynasti". Yankees er det eneste MLB-hold, der har en spiller fra hver defensiv position med i Baseball Hall of Fame.
Yankees deler hjemby med New York Mets, om end de to hold spiller i forskellige ligaer og dermed sjældent mødes til lokalbrag. Yankees har forstået at markedsføre sig, og de har en af de største fanskarer i USA. Også i lande, hvor baseball ikke traditionelt har nogen markedsværdi (fx Danmark), er holdets karakteristiske "NY"-logo blevet et velkendt brand på eksempelvis kasketter.
Yankees har gennem tiden kunnet fremvise mange af sportens største offensive kræfter, deriblandt Babe Ruth, Lou Gehrig, Joe DiMaggio og Mickey Mantle. Det nye årtusindes hold, anført af offensive kræfter som Derek Jeter, Alex Rodriguez samt pitchere som CC Sabathia og Andy Pettite, er ikke meget anderledes, da holdejeren George Steinbrenner er villig til at spendere store summer penge på at skabe et vinderteam. Yankees har da også den klart største lønseddel i MLB (2006: $195 mio.). 

Yankees er regerende mestre da de vandt 2009 World Series.

## Historie
Ved oprettelsen af American League i 1901 var det ligaledelsens ønske, at der skulle være et hold fra New York City med, hvilket New York Giants, som spillede i den konkurrerende National League, dog protesterede kraftigt imod. Det hold, der senere skulle blive Yankees, begyndte derfor som Baltimore Orioles i 1901 (der er ingen relation til de nuværende Baltimore Orioles). Træneren John McGraw gik imidlertid hurtigt over til fjenden, Giants, og tog mange af Orioles' spillere med sig. For at stoppe dette og lignende hændelser blev der i 1903 lavet en "fredsaftale" mellem American og National League, og et vist samarbejde blev etableret.
Det var nu muligt for Orioles' ejere at finde plads til et stadion i New York, og det flyttede hold gik under navnet New York Highlanders. Allerede i 1904 fik de imidlertid det uofficielle kælenavn "Yankees", og da holdet fik ny hjemmebane (Polo Grounds) i 1913, var de nu bredt kendt som New York Yankees. Sportsligt lå Highlanders/Yankees næsten konstant i bunden af ligaen de første 15 år af dennes eksistens.
Omkring 1920 købte Yankees en lang række spillere fra de rivaliserende Boston Red Sox, hvis ejer havde brug for kapital til at sikre sig det fulde ejerskab af deres stadion, Fenway Park. En af de nyindkøbte var Babe Ruth, og denne handel er ofte blevet refereret til som den bedste eller dårligste i historien (alt efter hvilken synsvinkel, man antager). Ruth var allerede slået igennem som en af ligaens bedste battere, men som Yankee slog han i løbet af de følgende 14 år næsten alle tænkelige offensive rekorder. I høj grad takket være ham og vidunderet Lou Gehrig blev Yankees en magtfaktor inden for baseball, og 1920'erne bød på adskillige ligamesterskaber og også tre World Series-sejre. I 1923 flyttede holdet ind i et nyt stadion, Yankee Stadium, som de stadig spiller i den dag i dag. Banens proportioner var som skabt til Babe Ruth, der battede med venstre hånd. 1927-udgaven af Yankees – "Murderers' Row", som de blev kaldt – betragtes af mange som et af de bedste hold i baseballhistorien. Det år slog Ruth 60 home runs, og Gehrig fulgte trop med 47, hvilket var uhørt dengang.
I 1936, to år efter Ruth stoppede som Yankee, dukkede en ny helt op i Yankee-trøjen. Joe DiMaggio viste allerede fra første sæson, at han hørte til i eliten. Sammen med Gehrig og holdets suveræne pitchers ledte DiMaggio Yankees til fire World Series-sejre i træk fra 1936-1939. Efter et dårligt år i 1940 gentog de succesen med endnu en World Series-titel i 1941, kun få måneder før angrebet på Pearl Harbor, der satte en effektiv stopper for euforien efter en uforglemmelig baseballsæson, hvor Boston Red Sox-spilleren Ted Williams havde sluttet med en batting average på 0,406, og DiMaggio havde fået et hit i hele 56 kampe i træk, en umulig præstation.
Tiden under og efter 2. verdenskrig var en bølgedal for Yankees. De vandt dog World Series igen i 1947, og i 1949 begyndte en ny gylden tid for holdet under manager Casey Stengel. Det år overhalede Yankees til allersidst Red Sox og vandt dermed ligamesterskabet. World Series blev også vundet. Joe DiMaggio valgte at indstille karrieren, men hans afløser var ikke langt væk, for i 1951 kom centerfielderen Mickey Mantle til klubben og begyndte straks at slå talløse home runs.
I Stengels 12 år som Yankees-manager vandt holdet 10 ligamesterskaber og 7 World Series-trofæer. 1950'erne var generelt Yankees' årti. Mantle vandt den såkaldte Triple Crown i 1956, da han var den bedste i ligaen i de tre store statistiske kategorier: batting average, home runs og RBI. Det samme år kastede pitcheren Don Larsen et perfect game (dvs. det andet hold kom slet ikke på base hele kampen) i World Series – den eneste gang, det endnu er sket i slutspillet.
1960'erne virkede lovende for Yankees, da den nye home run-konge Roger Maris kom til klubben. Maris slog da også 61 home runs i 1961, hvilket lige akkurat var en forbedring af Babe Ruths gamle rekord. Holdet vandt World Series i 1961 og 1962, men det aldrende team tabte de to efterfølgende år. Derefter fulgte 12 år, hvor Yankees ikke nåede til World Series.
Efter at være blevet købt af tv-stationen CBS i 1964, overtog den nye ejer George Steinbrenner holdet i 1973. Han kom hurtigt i pressens søgelys efter diverse kontroversielle udtalelser og hans evige skænderier med spillere og trænere. Divisionsmesterskabet var oftest et kapløb mellem Yankees og Red Sox. Det lykkedes gang på gang for Yankees at spolere ærkerivalernes håb om at vinde World Series, hvilket ikke var sket, siden klubben i sin tid solgte Babe Ruth.
1980'erne var ikke Yankees' årti. De vandt flere kampe end noget andet MLB-hold, men det blev ikke til flere World Series-sejre. I starten af 1990'erne forsøgte holdet, der var endt på sidstepladsen nogle år i træk, at sætte mere fokus på talentudvikling i stedet for blot at indkøbe veteraner, hvilket havde vist sig ikke at give den fornødne succes. Denne strategi gav hurtigt afkast, og under den nye træner Joe Torre vandt Yankees tre World Series i træk fra 1998 til år 2000. Steinbrenner havde dog stadig brugt enorme pengesummer; det var ikke kun takket være ungdomsarbejdet, at Yankees kom tilbage på baseballtronen. 1998-holdet var suverænt: De vandt 114 kampe ud af 162.
I det nye årtusinde fortsatte Yankees stilen med at hente profiler udefra. Imidlertid tabte holdet World Series i 2001 og 2003, og i det skæbnesvangre år 2004 blev holdet slået ud af Red Sox i 7 kampe med scoren 4-3, efter Yankees havde vundet de tre første kampe.
I 2005 vandt Yankees deres 7. divisionsmesterskab i træk, men de nåede ikke længere end 1. runde af slutspillet. Dette scenario gentog sig i 2006, hvor holdet var i en klasse for sig i den regulære sæson, men hurtigt blev slået ud af slutspillet, da de tabte til Detroit Tigers i Division Series.
2006-sæsonen fik også en tragisk afslutning for Yankees, idet holdets nyindkøbte pitcher Cory Lidle forulykkede i sit privatfly på Manhattan og omkom.

## Spillestil
Yankees mangler sjældent offensiv, da deres opstilling er spækket med stærke battere. Derfor ligger holdet også altid i toppen af de offensive kategorier. I 2006-sæsonen scorede de flest point og havde den højeste on base percentage i hele MLB. Deres slugging percentage var tredjehøjest, og de lå ligeledes i top 5 mht. home runs.
Blandt relief pitcherne er Mariano Rivera, en af MLB's mest pålidelige closere, den ubestridte konge. Der har været stor udskiftning blandt Yankees' pitchers, og resultatet har været en vis usikkerhed.

## Spilledragt
Hjemmebaneuniformen er hvid med de karakteristiske sorte nålestriber (pinstripes). På brystet står der "NY".
Udebaneuniformen er grå med teksten "NEW YORK".
Som eneste hold i Major League har Yankeesspillerne hverken spillernavn på ude- eller hjemmebaneuniformen.

## Stadion
Stadionet hedder meget passende Yankee Stadium. Det stod færdigt i 1923. Det karakteriseres bl.a. af den korte afstand til den højre del af outfieldmuren, hvilket giver en stor fordel til stærke, venstrehåndede battere som fx Babe Ruth. Til gengæld har højrehåndede battere det svært. I 2005 blev Alex Rodriguez den første højrehåndede batter, der slog mere end 40 home runs i Yankee Stadium, siden Joe DiMaggio gjorde det i 1937.
I 2006 tog Yankees det første spadestik til det nye, $1.3 milliarder dyre, stadion i på parkeringspladsen beliggende lige direkte overfor det nuværende Yankee Stadium. Dørene åbnes i 2009, hvilket vil sige at sæsonen 2008 er Yankees' sidste med det nuværende Yankee Stadium som hjemmebane. I 2009 indviede man The New Yankee Stadium

## Nuværende profiler
- Derek Jeter (shortstop): Holdets kaptajn. En solid batter, der næsten altid har en batting average på over 0,300.
- Mariano Rivera (closer): Har været baseballs mest pålidelige closer i en årrække[2].
- Alex Rodriguez (3. basemand): Kaldes "A-Rod". Statistisk set en af de absolut mest værdifulde battere i MLB i øjeblikket og ifølge mange også nogensinde[3]. Vandt MVP-prisen som ligaens bedste spiller i 2003 og 2005.

## Legendariske spillere
- Yogi Berra (Hall of Fame)
- Bill Dickey (Hall of Fame)
- Joe DiMaggio (Hall of Fame)
- Whitey Ford (Hall of Fame)
- Lou Gehrig (Hall of Fame)
- Lefty Gomez (Hall of Fame)
- Ron Guidry
- Elston Howard
- Reggie Jackson (Hall of Fame)
- Mickey Mantle (Hall of Fame)
- Roger Maris
- Don Mattingly
- Thurman Munson
- Phil Rizzuto (Hall of Fame)
- Babe Ruth (Hall of Fame)

NB. Ud over ovenstående er der også en lang række andre spillere, som dog har spillet det meste af deres karrierer i andre klubber.